# إطلاق نار أرديا
إطلاق نار أرديا كان حادث إطلاق نار جماعي وقع في 13 يونيو 2021 في كولي روميتو، أرديا لاتسيو إيطاليا.

## اطلاق النار
في صباح يوم 13 يونيو 2021، في حوالي الساعة 11:00 صباحًا بالتوقيت المحلي خرج رجل من منزله مسلحًا بمسدس، قبل أن يفتح النار في حديقة محلية تقع في فيالي كورونا بوريالي في أرديا ، مستهدفًا مدنيين عشوائيين كانوا يمرون. من خلال المنطقة تم إطلاق النار على ثلاثة أشخاص ماتوا جميعًا وهم: رجل مسن على دراجة قُتل في مكان الحادث، وطفلان توفيا بعد نقلهما إلى المستشفى. كما تم استهداف شخص رابع لكنه نجا دون أن يصاب بأذى. وفر المهاجم من مكان الحادث وتحصن في منزله قبل أن ينتحر.
تم التعرف على المهاجم وهو أندريا بيناني 35 عاما، من السكان المحليين. عانى بيناني من مشاكل نفسية، وكان معروفًا بجرائم وتهديدات سابقة، بما في ذلك واحدة هدد فيها والدته بسكين. المسدس المستخدم في إطلاق النار كان مملوكًا لوالده، وهو حارس أمن سابق توفي قبل الحادث بشهور. تم استهداف جميع الضحايا بشكل عشوائي ولا علاقة لهم بالمهاجم.
في إيطاليا، نادرًا ما يتم إطلاق النار الجماعي الذي يستهدف فيه أشخاص عشوائيًا، مما يجعل إطلاق النار هذا من أكثر حوادث إطلاق النار دموية في البلاد.